# ブリッジグループ
ブリッジグループ株式会社（英：The Bridge Group K.K.）は、東京都港区麻布十番2003年9月に設立されたバイリンガルグローバル人材と外資系企業グローバル企業に特化した日本の人材紹介会社、リクルーティングカンパニー、エグゼクティブサーチファームである。

## ミッションステートメント
Improve people’s lives by improving their careers 転職を通して人々の人生を良い方向へ導くこと。市場の動向のタイムリーな報告等の付加サービス、個々に応じた真のキァリアパスの提供。人と人との結びつきを大切にした独自のスタイルを確立。

## 取り扱い職種・業界
CEO, COO, CFO, CTO, 財務・経理、広報宣伝・マーケティング、営業、エンジニアリング、人事、法務、経営企画・事業企画、コンサルティング

IT、金融、ライフサイエンス、製造、消費財、コンサルティング

## 沿革
2003年東京都に設立。

## 事業内容
人材紹介、人材派遣

### 拠点
本社：東京都港区麻布十番

シンガポールオフィス：Marina Bay Financial Center Tower, Marina Boulevard, Singapore

### CSR
- 2007年11月Make-A-Wish Foundationチャリティーパーティーを開催
- 2008年AAAアジア&アフリカ（Affection Accommodation Action Generation）チャリティーマラソン参加
- 2010年AAAアジア&アフリカ（Affection Accommodation Action Generation）チャリティーマラソン参加
- 2007年11月Make-A-Wish Foundation参加
- 2014年Get in touch! PROJECT、Warm Blue 2014参加
- 2015年Get in touch! PROJECT、Warm Blue 2015参加

## その他
- 2014年Amazon Japan社　エージェント・ザ・イヤー
- 2014年ファーストリテーリング社入社者評価賞
- 2014年日本ヘッドハンター大賞 IT部門
- 2013年Amazon Japan社　エージェントオブ
- 2012年日本ヘッドハンター大賞 IT・インターネット 部門
- 2012年日本ヘッドハンター大賞 IT・ソフトウェア 部門
- 2011年日本ヘッドハンター大賞 商社・流通・サービス 部門
- 2010年日本ヘッドハンター大賞 ソフトウェア・インターネット部門